# Carlton Morris
Pour les articles homonymes, voir Morris.
Carlton John Morris, né le 16 décembre 1995 à Cambridge en Angleterre, est un footballeur anglais. Il évolue au poste d'attaquant pour Derby County.

## Carrière
Formé dans le club de Norwich City, Carlton Morris est successivement prêté à Oxford United, à York City et à Hamilton Academical.
Le 31 janvier 2017, il est prêté à Rotherham United
L'11 juillet 2017, il est prêté à Shrewsbury Town.
Le 8 janvier 2020, il est prêté à Milton Keynes Dons.
Le 24 juillet 2020, il est prêté de nouveau à Milton Keynes Dons.
Le 6 janvier 2021, il rejoint Barnsley.

## Statistiques
| Saison                | Club                       | Championnat           | Championnat | Championnat | Coupe(s) nationale(s) | Coupe(s) nationale(s) | Total | Total |
| Saison                | Club                       | Division              | M.          | B.          | M.                    | B.                    | M.    | B.    |
| 2014-2015             | Oxford United (prêt)       | League One            | 7           | 0           | 3                     | 1                     | 10    | 1     |
| 2014-2015             | York City (prêt)           | League One            | 8           | 0           | 0                     | 0                     | 8     | 0     |
| 2014-2015             | Norwich City               | Championship          | 1           | 0           | 0                     | 0                     | 1     | 0     |
| 2015-2016             | Hamilton Academical (prêt) | Premiership           | 32          | 8           | 1                     | 0                     | 33    | 8     |
| Total sur la carrière | Total sur la carrière      | Total sur la carrière | 48          | 8           | 4                     | 1                     | 52    | 9     |

## Palmarès
- EFL Trophy : Finaliste en 2018

### Distinction individuelle
- Membre de l'équipe type de Championship (deuxième division) en 2023[6]